# Joaquín Enseñat
Joaquín Enseñat Torrents (Badalona, Barcelona, 22 de enero de 1938) es un exbaloncestista español.

## Trayectoria
Nacido en Badalona en el año 1938, dio sus primeros pasos en el mundo del baloncesto con 8 años en el Sant Josep, en el año 1951 ingresa en las categorías inferiores del Joventut de Badalona, y ya en 1955 con 17 pasa a formar parte del primer equipo de la Penya, donde ganaría dos Copas del Rey en los años 1955 y 58. Después de 5 años como verdinegro, ficha por el Picadero Jockey Club, equipo en el que estaría otros 5 años, y sería su último equipo antes de retirarse de la práctica activa del baloncesto. Sus escasos 1.68 de estatura no fueron obstáculo para que fuera titular del Joventut en la segunda mitad de la década de los 50 e internacional por España, con la que participó en los Juegos Olímpicos de Roma del año 1960.

## Internacionalidades
Fue internacional con España en 15 ocasiones, participando en los Juegos Olímpicos 1960, en los que la selección nacional terminó en el puesto 14.